# جراند بريكس إلسي جاكوبس 2021
جراند بريكس إلسي جاكوبس 2021 (بالفرنسية: Festival Elsy Jacobs 2021) هو سباق دراجات هوائية، وهو الموسم رقم 13 من جراند بريكس إلسي جاكوبس، وأقيم خلال الفترة 30 أبريل 2021، وحتى 2 مايو 2021، وهو أحد سباقات سباق الدراجات على الطريق للسيدات 2021، وشارك فيه 106 متسابقاً ووصل إلى نهايته 67 متسابقاً.
فاز بالمركز الأول إيما نورسجارد يورجنسن، وبالمركز الثاني ليا كيرشمان، وبالمركز الثالث ماريا جوليا كونفالونيري، وفاز إيما نورسجارد يورجنسن في ترتيب النقاط، وكان الفائز حسب النقاط للشباب إيما نورسجارد يورجنسن، وكان الفائز في تصنيف الجبال ثاليتا دي جونج، وفاز جامبو فيسما للسيدات في ترتيب الفرق.

## الفرق
| فرق سيدات عالمية (8)- ألي بي تي سي ليوبليانا 2021 ‏ - كانيون إس آر إيه إم راسينغ 2021 ‏ - فريق سنويب للسيدات 2021 ‏ - FDJ–Suez ‏ - ليف ريسينغ 2021 ‏ - موفيستار للسيدات 2021 ‏ - إس دي وركس 2021 ‏ - Lidl–Trek (women's team) ‏ فرق دراجات قارية سيدات (9)- Andy Schleck–CP NVST–Immo Losch ‏ - بنجوال شوفالمير 2021 ‏ - Ceratizit Pro Cycling ‏ - دروبز-لي كول 2021 ‏ - جامبو فيسما للسيدات 2021 ‏ - ماسي تكتيك 2021 ‏ - باركهوتل فالكنبورغ 2021 ‏ - شارينت ماريتايم سيكلينج للسيدات سيكلينج 2021 ‏ - فالكار سيلانس 2021 ‏ فريق نادي الدراجات- دبليو سي سي تيم 2021 ‏ |  |
| |  |

## المراحل
| قائمة المراحل | قائمة المراحل | قائمة المراحل           | قائمة المراحل | قائمة المراحل | قائمة المراحل   | قائمة المراحل  |
| المرحلة       | التاريخ       | الدورة                  |               | المسافة (كم)  | الفائز بالمرحلة | القائد العام   |
| ------------- | ------------- | ----------------------- | ------------- | ------------- | --------------- | -------------- |
| المقدمة       | 30 أبريل      | Cessange ‏ – لوكسمبورغ   | ضد الساعة     | 2٫15          | لورينا ويبيس    | لورينا ويبيس   |
| مرحلة 1       | 1 مايو        | Steinfort ‏ – Steinfort ‏ | مرحلة جبلية   | 125٫1         | Emma Norsgaard  | Emma Norsgaard |
| مرحلة 2       | 2 مايو        | Garnich ‏ – Garnich ‏     | مرحلة جبلية   | 105٫3         | Emma Norsgaard  | Emma Norsgaard |

## النتيجة

### مرحلة 0
هي مرحلة أقيمت في 30 أبريل 2021، وامتدّت لمسافة 2.15 كيلومتر. فاز بالمرحلة لورينا ويبيس، وكان متصدر الترتيب العام في نهاية المرحلة لورينا ويبيس، وكان المتصدر حسب ترتيب النقاط لورينا ويبيس، وتصدر ترتيب النقاط للشباب لورينا ويبيس، وكان متصدر ترتيب الفرق فريق سنويب للسيدات 2021 ‏.
| التصنيف العام         | التصنيف العام     | التصنيف العام    | التصنيف العام       | التصنيف العام |
| العداء                | العداء            | البلد            | الفريق              | الوقت         |
| --------------------- | ----------------- | ---------------- | ------------------- | ------------- |
| 1                     | لورينا ويبيس      | هولندا           | Team DSM            | 3 د 12 ث      |
| 2                     | ليا كيرشمان       | كندا             | Team DSM            | + 3 ث         |
| 3                     | Karlijn Swinkels ‏ | هولندا           | Jumbo-Visma         | + 3 ث         |
| 4                     | ثاليتا دي جونج    | هولندا           | Bingoal-Chevalmeire | + 5 ث         |
| 5                     | Lonneke Uneken ‏   | هولندا           | SD Worx             | + 5 ث         |
| 6                     | أنوسكا كوستر      | هولندا           | Jumbo-Visma         | + 5 ث         |
| 7                     | روث ويندر         | الولايات المتحدة | Trek-Segafredo      | + 6 ث         |
| 8                     | كريستين ماجروس    | لوكسمبورغ        | SD Worx             | + 6 ث         |
| 9                     | ريجان ماركوس      | هولندا           | Jumbo-Visma         | + 7 ث         |
| 10                    | Emma Norsgaard    | الدنمارك         | Movistar Women      | + 7 ث         |
| مصدر: ProCyclingStats |                   |                  |                     |               |

### مرحلة 1
هي مرحلة جبلية، أقيمت في 1 مايو 2021، وامتدّت لمسافة 125.1 كيلومتر. فاز بالمرحلة إيما نورسجارد يورجنسن، وكان متصدر الترتيب العام في نهاية المرحلة إيما نورسجارد يورجنسن، وكان المتصدر حسب ترتيب النقاط إيما نورسجارد يورجنسن، وكان المتصدر في ترتيب التسلق Kathrin Hammes ‏، وتصدر ترتيب النقاط للشباب إيما نورسجارد يورجنسن، وكان متصدر ترتيب الفرق فريق سنويب للسيدات 2021 ‏.
| التصنيف العام         | التصنيف العام           | التصنيف العام    | التصنيف العام       | التصنيف العام |
| العداء                | العداء                  | البلد            | الفريق              | الوقت         |
| --------------------- | ----------------------- | ---------------- | ------------------- | ------------- |
| 1                     | Emma Norsgaard          | الدنمارك         | Movistar Women      | 3 س 17 د 15 ث |
| 2                     | ليا كيرشمان             | كندا             | Team DSM            | + 4 ث         |
| 3                     | Karlijn Swinkels ‏       | هولندا           | Jumbo-Visma         | + 8 ث         |
| 4                     | ماريا جوليا كونفالونيري | إيطاليا          | Ceratizit-WNT       | + 10 ث        |
| 5                     | ثاليتا دي جونج          | هولندا           | Bingoal-Chevalmeire | + 10 ث        |
| 6                     | Lonneke Uneken ‏         | هولندا           | SD Worx             | + 10 ث        |
| 7                     | أنوسكا كوستر            | هولندا           | Jumbo-Visma         | + 10 ث        |
| 8                     | روث ويندر               | الولايات المتحدة | Trek-Segafredo      | + 11 ث        |
| 9                     | كريستين ماجروس          | لوكسمبورغ        | SD Worx             | + 11 ث        |
| 10                    | ريجان ماركوس            | هولندا           | Jumbo-Visma         | + 12 ث        |
| مصدر: ProCyclingStats |                         |                  |                     |               |

### مرحلة 2
هي مرحلة جبلية، أقيمت في 2 مايو 2021، وامتدّت لمسافة 105.3 كيلومتر. فاز بالمرحلة إيما نورسجارد يورجنسن، وكان متصدر الترتيب العام في نهاية المرحلة إيما نورسجارد يورجنسن.
| التصنيف العام         | التصنيف العام  | التصنيف العام | التصنيف العام  | التصنيف العام |
| العداء                | العداء         | البلد         | الفريق         | الوقت         |
| --------------------- | -------------- | ------------- | -------------- | ------------- |
| 1                     | Emma Norsgaard | الدنمارك      | Movistar Women |               |
| مصدر: ProCyclingStats |                |               |                |               |

## المشاركون
| Ceratizit Pro Cycling ‏ WNT | Ceratizit Pro Cycling ‏ WNT | Ceratizit Pro Cycling ‏ WNT |
| -------------------------- | -------------------------- | -------------------------- |
| م                          | عداء                       | مرتبة                      |
| 1                          | Laura Asencio ‏             | 47                         |
| 2                          | ماريا جوليا كونفالونيري    | 3                          |
| 3                          | Kathrin Hammes ‏            | 35                         |
| 4                          | Julie Norman Leth ‏         | 33                         |
| 5                          | Lea Lin Teutenberg ‏        | 57                         |
| 6                          | Lara Vieceli ‏              | 39                         |

| إس دي وركس ‏ SDW | إس دي وركس ‏ SDW                   | إس دي وركس ‏ SDW  |
| --------------- | --------------------------------- | ---------------- |
| م               | عداء                              | مرتبة            |
| 11              | كريستين ماجروس (طريق و زمني فردي) | 8                |
| 12              | Lonneke Uneken ‏                   | 44               |
| 13              | Anna Shackley ‏                    | 23               |
| 14              | Niamh Fisher-Black ‏               | 18               |
| 15              | إيلينا سيتشيني                    | 15               |
| 16              | Nikola Nosková ‏ (زمني فردي)       | لم يكمل السباق-1 |

| Lidl–Trek (women's team) ‏ TFS | Lidl–Trek (women's team) ‏ TFS | Lidl–Trek (women's team) ‏ TFS |
| ----------------------------- | ----------------------------- | ----------------------------- |
| م                             | عداء                          | مرتبة                         |
| 21                            | Elynor Bäckstedt ‏             | لم يكمل السباق-2              |
| 22                            | أمالي ديديريكسن (زمني فردي)   | 50                            |
| 23                            | Lauretta Hanson ‏              | 61                            |
| 24                            | شيرين فان أنروي               | 25                            |
| 25                            | تايلر وايلز                   | 26                            |
| 26                            | روث ويندر (زمني فردي)         | 7                             |

| موفيستار للسيدات ‏ MOV | موفيستار للسيدات ‏ MOV | موفيستار للسيدات ‏ MOV |
| --------------------- | --------------------- | --------------------- |
| م                     | عداء                  | مرتبة                 |
| 31                    | أود بيانيك            | 31                    |
| 32                    | باربرا جوارشي         | 59                    |
| 33                    | Emma Norsgaard (طريق) | 1                     |
| 34                    | Alba Teruel Ribes ‏    | لم يكمل السباق-2      |
| 35                    | Lourdes Oyarbide ‏     | 60                    |
| 36                    | ليا توماس             | 16                    |

| FDJ–Suez ‏ FDJ | FDJ–Suez ‏ FDJ      | FDJ–Suez ‏ FDJ    |
| ------------- | ------------------ | ---------------- |
| م             | عداء               | مرتبة            |
| 41            | Clara Copponi ‏     | 32               |
| 42            | أوجيني دوفال       | 24               |
| 43            | Maëlle Grossetête ‏ | لم يكمل السباق-2 |
| 44            | لورين كيتشن        | لم يكمل السباق-1 |
| 45            | Marie Le Net ‏      | 19               |
| 46            | جادي فيل           | لم يكمل السباق-2 |

| فريق سنويب للسيدات ‏ DSM | فريق سنويب للسيدات ‏ DSM  | فريق سنويب للسيدات ‏ DSM |
| ----------------------- | ------------------------ | ----------------------- |
| م                       | عداء                     | مرتبة                   |
| 51                      | ليا كيرشمان              | 2                       |
| 52                      | جولييت لابوس (زمني فردي) | 10                      |
| 53                      | Wilma Olausson ‏          | لم يكمل السباق-1        |
| 54                      | Esmée Peperkamp ‏         | 51                      |
| 55                      | Coryn Rivera             | 45                      |
| 56                      | لورينا ويبيس             | لم يكمل السباق-2        |

| يو أي أيه تيم ‏ ALE | يو أي أيه تيم ‏ ALE | يو أي أيه تيم ‏ ALE |
| ------------------ | ------------------ | ------------------ |
| م                  | عداء               | مرتبة              |
| 63                 | Anastasia Chursina | 20                 |
| 64                 | Laura Tomasi ‏      | لم يكمل السباق-2   |
| 65                 | Alessia Patuelli ‏  | لم يكمل السباق-2   |
| 66                 | تاتيانا جوديرزو    | 17                 |

| كانيون–إس آر إيه إم ‏ CSR | كانيون–إس آر إيه إم ‏ CSR         | كانيون–إس آر إيه إم ‏ CSR |
| ------------------------ | -------------------------------- | ------------------------ |
| م                        | عداء                             | مرتبة                    |
| 71                       | Elise Chabbey ‏ (طريق)            | 11                       |
| 72                       | إيلا هاريس                       | 36                       |
| 73                       | Mikayla Harvey ‏                  | 21                       |
| 74                       | هانا لودفيغ                      | 37                       |
| 75                       | Omer Shapira ‏ (طريق و زمني فردي) | 34                       |
| 76                       | Neve Bradbury ‏                   | لم يكمل السباق-2         |

| ليف ريسينغ ‏ LIV | ليف ريسينغ ‏ LIV       | ليف ريسينغ ‏ LIV  |
| --------------- | --------------------- | ---------------- |
| م               | عداء                  | مرتبة            |
| 81              | صوفيا بيرتيزولو       | 13               |
| 82              | Valerie Demey ‏        | 22               |
| 83              | Marta Jaskulska ‏      | 30               |
| 84              | Jeanne Korevaar ‏      | 12               |
| 85              | Evy Kuijpers ‏         | لم يكمل السباق-2 |
| 86              | Pauliena Rooijakkers ‏ | 14               |

| جامبو فيسما للسيدات ‏ TJV | جامبو فيسما للسيدات ‏ TJV | جامبو فيسما للسيدات ‏ TJV |
| ------------------------ | ------------------------ | ------------------------ |
| م                        | عداء                     | مرتبة                    |
| 91                       | Nancy van der Burg ‏      | 53                       |
| 92                       | Karlijn Swinkels ‏        | 4                        |
| 93                       | ريجان ماركوس             | 9                        |
| 94                       | Julie Van de Velde ‏      | 62                       |
| 95                       | أنوسكا كوستر             | 6                        |
| 96                       | رومي كاسبر               | 42                       |

| فالكار سيلانس ‏ VAL | فالكار سيلانس ‏ VAL   | فالكار سيلانس ‏ VAL |
| ------------------ | -------------------- | ------------------ |
| م                  | عداء                 | مرتبة              |
| 101                | إليسا بالسامو        | 27                 |
| 102                | كيارا كونسوني        | 48                 |
| 103                | Ilaria Sanguineti ‏   | لم يكمل السباق-2   |
| 104                | Alice Maria Arzuffi ‏ | لم يكمل السباق-2   |
| 105                | Silvia Pollicini ‏    | 49                 |
| 106                | Silvia Persico ‏      | 28                 |

| ماسي تكتيك تيم للسيدات ‏ MAT | ماسي تكتيك تيم للسيدات ‏ MAT | ماسي تكتيك تيم للسيدات ‏ MAT |
| --------------------------- | --------------------------- | --------------------------- |
| م                           | عداء                        | مرتبة                       |
| 111                         | Vita Heine ‏                 | 52                          |
| 112                         | Špela Kern ‏                 | لم يكمل السباق-2            |
| 113                         | Maaike Coljé ‏               | 65                          |
| 114                         | Gabrielle Pilote Fortin ‏    | لم يكمل السباق-2            |
| 115                         | Mireia Benito ‏              | 63                          |
| 116                         | Olivia Baril ‏               | 40                          |

| Andy Schleck–CP NVST–Immo Losch ‏ ASC | Andy Schleck–CP NVST–Immo Losch ‏ ASC | Andy Schleck–CP NVST–Immo Losch ‏ ASC |
| ------------------------------------ | ------------------------------------ | ------------------------------------ |
| م                                    | عداء                                 | مرتبة                                |
| 121                                  | ساندرا فايس‏                          | لم يكمل السباق-2                     |
| 122                                  | Nina Berton ‏                         | لم يكمل السباق-2                     |
| 123                                  | Georgia Danford‏                      | 58                                   |
| 124                                  | Mae Lang ‏                            | لم يكمل السباق-2                     |
| 125                                  | Rylee McMullen‏                       | لم يكمل السباق-2                     |
| 126                                  | Mie Bjørndal Ottestad ‏ (طريق)        | 54                                   |

| شارينت ماريتايم سيلينج للسيدات ‏ CMW | شارينت ماريتايم سيلينج للسيدات ‏ CMW | شارينت ماريتايم سيلينج للسيدات ‏ CMW |
| ----------------------------------- | ----------------------------------- | ----------------------------------- |
| م                                   | عداء                                | مرتبة                               |
| 131                                 | Manon Souyris ‏                      | لم يكمل السباق-2                    |
| 132                                 | FRA                                 | لم يكمل السباق-1                    |
| 133                                 | Séverine Eraud ‏                     | لم يكمل السباق-1                    |
| 134                                 | Noemi Rüegg ‏                        | 46                                  |
| 135                                 | Coralie Demay ‏                      | لم يكمل السباق-1                    |
| 136                                 | Célia Le Mouel ‏                     | لم يكمل السباق-1                    |

| باركهوتل فالكنبورغ ‏ PHV | باركهوتل فالكنبورغ ‏ PHV | باركهوتل فالكنبورغ ‏ PHV |
| ----------------------- | ----------------------- | ----------------------- |
| م                       | عداء                    | مرتبة                   |
| 141                     | Amber van der Hulst ‏    | 38                      |
| 142                     | Mischa Bredewold ‏       | 29                      |
| 143                     | NED                     | 41                      |
| 144                     | Belle de Gast ‏          | لم يكمل السباق-2        |
| 145                     | NED                     | لم يكمل السباق-1        |
| 146                     | Femke Gerritse ‏         | 43                      |

| دروبز ‏ DRP | دروبز ‏ DRP               | دروبز ‏ DRP       |
| ---------- | ------------------------ | ---------------- |
| م          | عداء                     | مرتبة            |
| 151        | Elizabeth Bennett‏        | 56               |
| 152        | آنا كريستيان ‏            | لم يكمل السباق-2 |
| 153        | Dani Christmas ‏          | 66               |
| 154        | إميلي موبيرج             | لم يكمل السباق-1 |
| 155        | Marjolein van 't Geloof ‏ | لم يكمل السباق-2 |
| 156        | Finja Smekal‏             | لم يكمل السباق-2 |

| بنجوال شوفالمير ‏ CCT | بنجوال شوفالمير ‏ CCT | بنجوال شوفالمير ‏ CCT |
| -------------------- | -------------------- | -------------------- |
| م                    | عداء                 | مرتبة                |
| 161                  | ثاليتا دي جونج       | 5                    |
| 162                  | ديمي دي جونغ ‏        | لم يكمل السباق-1     |
| 163                  | ناتالي فان غوخ       | 64                   |
| 164                  | Justine Ghekiere ‏    | لم يكمل السباق       |
| 165                  | Claudia Jongerius‏    | لم يكمل السباق-1     |
| 166                  | كيلي فان دن ستين     | 55                   |

| دبليو سي سي تيم ‏ WCC | دبليو سي سي تيم ‏ WCC                 | دبليو سي سي تيم ‏ WCC |
| -------------------- | ------------------------------------ | -------------------- |
| م                    | عداء                                 | مرتبة                |
| 171                  | فاطمة الزهراء الحياني ‏               | لم يكمل السباق-1     |
| 172                  | Akvilė Gedraitytė ‏                   | لم يكمل السباق-1     |
| 173                  | Anastasiya Kolesava ‏                 | 67                   |
| 174                  | Tereza Medveďová ‏ (طريق و زمني فردي) | لم يكمل السباق-1     |
| 175                  | Magdeleine Vallieres ‏                | لم يكمل السباق-1     |
| 176                  | AZE                                  | لم يكمل السباق-1     |

| Ceratizit Pro Cycling ‏ WNT | Ceratizit Pro Cycling ‏ WNT | Ceratizit Pro Cycling ‏ WNT |
| -------------------------- | -------------------------- | -------------------------- |
| م                          | عداء                       | مرتبة                      |
| 1                          | Laura Asencio ‏             | 47                         |
| 2                          | ماريا جوليا كونفالونيري    | 3                          |
| 3                          | Kathrin Hammes ‏            | 35                         |
| 4                          | Julie Norman Leth ‏         | 33                         |
| 5                          | Lea Lin Teutenberg ‏        | 57                         |
| 6                          | Lara Vieceli ‏              | 39                         |

| إس دي وركس ‏ SDW | إس دي وركس ‏ SDW                   | إس دي وركس ‏ SDW  |
| --------------- | --------------------------------- | ---------------- |
| م               | عداء                              | مرتبة            |
| 11              | كريستين ماجروس (طريق و زمني فردي) | 8                |
| 12              | Lonneke Uneken ‏                   | 44               |
| 13              | Anna Shackley ‏                    | 23               |
| 14              | Niamh Fisher-Black ‏               | 18               |
| 15              | إيلينا سيتشيني                    | 15               |
| 16              | Nikola Nosková ‏ (زمني فردي)       | لم يكمل السباق-1 |

| Lidl–Trek (women's team) ‏ TFS | Lidl–Trek (women's team) ‏ TFS | Lidl–Trek (women's team) ‏ TFS |
| ----------------------------- | ----------------------------- | ----------------------------- |
| م                             | عداء                          | مرتبة                         |
| 21                            | Elynor Bäckstedt ‏             | لم يكمل السباق-2              |
| 22                            | أمالي ديديريكسن (زمني فردي)   | 50                            |
| 23                            | Lauretta Hanson ‏              | 61                            |
| 24                            | شيرين فان أنروي               | 25                            |
| 25                            | تايلر وايلز                   | 26                            |
| 26                            | روث ويندر (زمني فردي)         | 7                             |

| موفيستار للسيدات ‏ MOV | موفيستار للسيدات ‏ MOV | موفيستار للسيدات ‏ MOV |
| --------------------- | --------------------- | --------------------- |
| م                     | عداء                  | مرتبة                 |
| 31                    | أود بيانيك            | 31                    |
| 32                    | باربرا جوارشي         | 59                    |
| 33                    | Emma Norsgaard (طريق) | 1                     |
| 34                    | Alba Teruel Ribes ‏    | لم يكمل السباق-2      |
| 35                    | Lourdes Oyarbide ‏     | 60                    |
| 36                    | ليا توماس             | 16                    |

| FDJ–Suez ‏ FDJ | FDJ–Suez ‏ FDJ      | FDJ–Suez ‏ FDJ    |
| ------------- | ------------------ | ---------------- |
| م             | عداء               | مرتبة            |
| 41            | Clara Copponi ‏     | 32               |
| 42            | أوجيني دوفال       | 24               |
| 43            | Maëlle Grossetête ‏ | لم يكمل السباق-2 |
| 44            | لورين كيتشن        | لم يكمل السباق-1 |
| 45            | Marie Le Net ‏      | 19               |
| 46            | جادي فيل           | لم يكمل السباق-2 |

| فريق سنويب للسيدات ‏ DSM | فريق سنويب للسيدات ‏ DSM  | فريق سنويب للسيدات ‏ DSM |
| ----------------------- | ------------------------ | ----------------------- |
| م                       | عداء                     | مرتبة                   |
| 51                      | ليا كيرشمان              | 2                       |
| 52                      | جولييت لابوس (زمني فردي) | 10                      |
| 53                      | Wilma Olausson ‏          | لم يكمل السباق-1        |
| 54                      | Esmée Peperkamp ‏         | 51                      |
| 55                      | Coryn Rivera             | 45                      |
| 56                      | لورينا ويبيس             | لم يكمل السباق-2        |

| يو أي أيه تيم ‏ ALE | يو أي أيه تيم ‏ ALE | يو أي أيه تيم ‏ ALE |
| ------------------ | ------------------ | ------------------ |
| م                  | عداء               | مرتبة              |
| 63                 | Anastasia Chursina | 20                 |
| 64                 | Laura Tomasi ‏      | لم يكمل السباق-2   |
| 65                 | Alessia Patuelli ‏  | لم يكمل السباق-2   |
| 66                 | تاتيانا جوديرزو    | 17                 |

| كانيون–إس آر إيه إم ‏ CSR | كانيون–إس آر إيه إم ‏ CSR         | كانيون–إس آر إيه إم ‏ CSR |
| ------------------------ | -------------------------------- | ------------------------ |
| م                        | عداء                             | مرتبة                    |
| 71                       | Elise Chabbey ‏ (طريق)            | 11                       |
| 72                       | إيلا هاريس                       | 36                       |
| 73                       | Mikayla Harvey ‏                  | 21                       |
| 74                       | هانا لودفيغ                      | 37                       |
| 75                       | Omer Shapira ‏ (طريق و زمني فردي) | 34                       |
| 76                       | Neve Bradbury ‏                   | لم يكمل السباق-2         |

| ليف ريسينغ ‏ LIV | ليف ريسينغ ‏ LIV       | ليف ريسينغ ‏ LIV  |
| --------------- | --------------------- | ---------------- |
| م               | عداء                  | مرتبة            |
| 81              | صوفيا بيرتيزولو       | 13               |
| 82              | Valerie Demey ‏        | 22               |
| 83              | Marta Jaskulska ‏      | 30               |
| 84              | Jeanne Korevaar ‏      | 12               |
| 85              | Evy Kuijpers ‏         | لم يكمل السباق-2 |
| 86              | Pauliena Rooijakkers ‏ | 14               |

| جامبو فيسما للسيدات ‏ TJV | جامبو فيسما للسيدات ‏ TJV | جامبو فيسما للسيدات ‏ TJV |
| ------------------------ | ------------------------ | ------------------------ |
| م                        | عداء                     | مرتبة                    |
| 91                       | Nancy van der Burg ‏      | 53                       |
| 92                       | Karlijn Swinkels ‏        | 4                        |
| 93                       | ريجان ماركوس             | 9                        |
| 94                       | Julie Van de Velde ‏      | 62                       |
| 95                       | أنوسكا كوستر             | 6                        |
| 96                       | رومي كاسبر               | 42                       |

| فالكار سيلانس ‏ VAL | فالكار سيلانس ‏ VAL   | فالكار سيلانس ‏ VAL |
| ------------------ | -------------------- | ------------------ |
| م                  | عداء                 | مرتبة              |
| 101                | إليسا بالسامو        | 27                 |
| 102                | كيارا كونسوني        | 48                 |
| 103                | Ilaria Sanguineti ‏   | لم يكمل السباق-2   |
| 104                | Alice Maria Arzuffi ‏ | لم يكمل السباق-2   |
| 105                | Silvia Pollicini ‏    | 49                 |
| 106                | Silvia Persico ‏      | 28                 |

| ماسي تكتيك تيم للسيدات ‏ MAT | ماسي تكتيك تيم للسيدات ‏ MAT | ماسي تكتيك تيم للسيدات ‏ MAT |
| --------------------------- | --------------------------- | --------------------------- |
| م                           | عداء                        | مرتبة                       |
| 111                         | Vita Heine ‏                 | 52                          |
| 112                         | Špela Kern ‏                 | لم يكمل السباق-2            |
| 113                         | Maaike Coljé ‏               | 65                          |
| 114                         | Gabrielle Pilote Fortin ‏    | لم يكمل السباق-2            |
| 115                         | Mireia Benito ‏              | 63                          |
| 116                         | Olivia Baril ‏               | 40                          |

| Andy Schleck–CP NVST–Immo Losch ‏ ASC | Andy Schleck–CP NVST–Immo Losch ‏ ASC | Andy Schleck–CP NVST–Immo Losch ‏ ASC |
| ------------------------------------ | ------------------------------------ | ------------------------------------ |
| م                                    | عداء                                 | مرتبة                                |
| 121                                  | ساندرا فايس‏                          | لم يكمل السباق-2                     |
| 122                                  | Nina Berton ‏                         | لم يكمل السباق-2                     |
| 123                                  | Georgia Danford‏                      | 58                                   |
| 124                                  | Mae Lang ‏                            | لم يكمل السباق-2                     |
| 125                                  | Rylee McMullen‏                       | لم يكمل السباق-2                     |
| 126                                  | Mie Bjørndal Ottestad ‏ (طريق)        | 54                                   |

| شارينت ماريتايم سيلينج للسيدات ‏ CMW | شارينت ماريتايم سيلينج للسيدات ‏ CMW | شارينت ماريتايم سيلينج للسيدات ‏ CMW |
| ----------------------------------- | ----------------------------------- | ----------------------------------- |
| م                                   | عداء                                | مرتبة                               |
| 131                                 | Manon Souyris ‏                      | لم يكمل السباق-2                    |
| 132                                 | FRA                                 | لم يكمل السباق-1                    |
| 133                                 | Séverine Eraud ‏                     | لم يكمل السباق-1                    |
| 134                                 | Noemi Rüegg ‏                        | 46                                  |
| 135                                 | Coralie Demay ‏                      | لم يكمل السباق-1                    |
| 136                                 | Célia Le Mouel ‏                     | لم يكمل السباق-1                    |

| باركهوتل فالكنبورغ ‏ PHV | باركهوتل فالكنبورغ ‏ PHV | باركهوتل فالكنبورغ ‏ PHV |
| ----------------------- | ----------------------- | ----------------------- |
| م                       | عداء                    | مرتبة                   |
| 141                     | Amber van der Hulst ‏    | 38                      |
| 142                     | Mischa Bredewold ‏       | 29                      |
| 143                     | NED                     | 41                      |
| 144                     | Belle de Gast ‏          | لم يكمل السباق-2        |
| 145                     | NED                     | لم يكمل السباق-1        |
| 146                     | Femke Gerritse ‏         | 43                      |

| دروبز ‏ DRP | دروبز ‏ DRP               | دروبز ‏ DRP       |
| ---------- | ------------------------ | ---------------- |
| م          | عداء                     | مرتبة            |
| 151        | Elizabeth Bennett‏        | 56               |
| 152        | آنا كريستيان ‏            | لم يكمل السباق-2 |
| 153        | Dani Christmas ‏          | 66               |
| 154        | إميلي موبيرج             | لم يكمل السباق-1 |
| 155        | Marjolein van 't Geloof ‏ | لم يكمل السباق-2 |
| 156        | Finja Smekal‏             | لم يكمل السباق-2 |

| بنجوال شوفالمير ‏ CCT | بنجوال شوفالمير ‏ CCT | بنجوال شوفالمير ‏ CCT |
| -------------------- | -------------------- | -------------------- |
| م                    | عداء                 | مرتبة                |
| 161                  | ثاليتا دي جونج       | 5                    |
| 162                  | ديمي دي جونغ ‏        | لم يكمل السباق-1     |
| 163                  | ناتالي فان غوخ       | 64                   |
| 164                  | Justine Ghekiere ‏    | لم يكمل السباق       |
| 165                  | Claudia Jongerius‏    | لم يكمل السباق-1     |
| 166                  | كيلي فان دن ستين     | 55                   |

| دبليو سي سي تيم ‏ WCC | دبليو سي سي تيم ‏ WCC                 | دبليو سي سي تيم ‏ WCC |
| -------------------- | ------------------------------------ | -------------------- |
| م                    | عداء                                 | مرتبة                |
| 171                  | فاطمة الزهراء الحياني ‏               | لم يكمل السباق-1     |
| 172                  | Akvilė Gedraitytė ‏                   | لم يكمل السباق-1     |
| 173                  | Anastasiya Kolesava ‏                 | 67                   |
| 174                  | Tereza Medveďová ‏ (طريق و زمني فردي) | لم يكمل السباق-1     |
| 175                  | Magdeleine Vallieres ‏                | لم يكمل السباق-1     |
| 176                  | AZE                                  | لم يكمل السباق-1     |

## التصنيف العام النهائي
| التصنيف العام         | التصنيف العام           | التصنيف العام    | التصنيف العام       | التصنيف العام |
| العداء                | العداء                  | البلد            | الفريق              | الوقت         |
| --------------------- | ----------------------- | ---------------- | ------------------- | ------------- |
| 1                     | Emma Norsgaard          | الدنمارك         | Movistar Women      | 6 س 05 د 00 ث |
| 2                     | ليا كيرشمان             | كندا             | Team DSM            | + 14 ث        |
| 3                     | ماريا جوليا كونفالونيري | إيطاليا          | Ceratizit-WNT       | + 14 ث        |
| 4                     | Karlijn Swinkels ‏       | هولندا           | Jumbo-Visma         | + 18 ث        |
| 5                     | ثاليتا دي جونج          | هولندا           | Bingoal-Chevalmeire | + 20 ث        |
| 6                     | أنوسكا كوستر            | هولندا           | Jumbo-Visma         | + 20 ث        |
| 7                     | كريستين ماجروس          | لوكسمبورغ        | SD Worx             | + 21 ث        |
| 8                     | روث ويندر               | الولايات المتحدة | Trek-Segafredo      | + 21 ث        |
| 9                     | ريجان ماركوس            | هولندا           | Jumbo-Visma         | + 22 ث        |
| 10                    | جولييت لابوس            | فرنسا            | Team DSM            | + 23 ث        |
| مصدر: ProCyclingStats |                         |                  |                     |               |

### تصنيف النقاط
| تصنيف النقاط          | تصنيف النقاط            | تصنيف النقاط | تصنيف النقاط            | تصنيف النقاط |
| العداء                | العداء                  | البلد        | الفريق                  | النقاط       |
| --------------------- | ----------------------- | ------------ | ----------------------- | ------------ |
| 1                     | Emma Norsgaard          | الدنمارك     | Movistar Women          | 30 نقطة      |
| 2                     | ماريا جوليا كونفالونيري | إيطاليا      | Ceratizit-WNT           | 24 نقطة      |
| 3                     | ليا كيرشمان             | كندا         | Team DSM                | 20 نقطة      |
| 4                     | Karlijn Swinkels ‏       | هولندا       | Jumbo-Visma             | 12 نقطة      |
| 5                     | جولييت لابوس            | فرنسا        | Team DSM                | 11 نقطة      |
| 6                     | صوفيا بيرتيزولو         | إيطاليا      | Liv Racing              | 10 نقطة      |
| 7                     | ثاليتا دي جونج          | هولندا       | Bingoal-Chevalmeire     | 9 نقطة       |
| 8                     | Elise Chabbey ‏          | سويسرا       | Canyon-SRAM Racing      | 8 نقطة       |
| 9                     | Silvia Persico ‏         | إيطاليا      | Valcar Travel & Service | 8 نقطة       |
| 10                    | لورينا ويبيس            | هولندا       | Team DSM                | 8 نقطة       |
| مصدر: ProCyclingStats |                         |              |                         |              |

### تصنيف الجبال
| تصنيف الجبال          | تصنيف الجبال        | تصنيف الجبال         | تصنيف الجبال         | تصنيف الجبال |
| العداء                | العداء              | البلد                | الفريق               | النقاط       |
| --------------------- | ------------------- | -------------------- | -------------------- | ------------ |
| 1                     | ثاليتا دي جونج      | هولندا               | Bingoal-Chevalmeire  | 31 نقطة      |
| 2                     | Kathrin Hammes ‏     | ألمانيا              | Ceratizit-WNT        | 18 نقطة      |
| 3                     | Dani Christmas ‏     | المملكة المتحدة      | Drops-Le Col         | 7 نقطة       |
| 4                     | Mischa Bredewold ‏   | هولندا               | Parkhotel Valkenburg | 5 نقطة       |
| 5                     | كريستين ماجروس      | لوكسمبورغ            | SD Worx              | 3 نقطة       |
| 6                     | Mikayla Harvey ‏     | نيوزيلندا            | Canyon-SRAM Racing   | 3 نقطة       |
| 7                     | ريجان ماركوس        | هولندا               | Jumbo-Visma          | 1 نقطة       |
| 8                     | صوفيا بيرتيزولو     | إيطاليا              | Liv Racing           | 1 نقطة       |
| 9                     | Niamh Fisher-Black ‏ | نيوزيلندا            | SD Worx              | 1 نقطة       |
| 10                    | هولندا              | Parkhotel Valkenburg | 1 نقطة               |              |
| مصدر: ProCyclingStats |                     |                      |                      |              |

## تصنيف الفرق

### الفرق حسب الوقت
| تصنيف الفرق حسب الوقت | تصنيف الفرق حسب الوقت              | تصنيف الفرق حسب الوقت | تصنيف الفرق حسب الوقت |
| الفريق                | الفريق                             | البلد                 | الوقت                 |
| --------------------- | ---------------------------------- | --------------------- | --------------------- |
| 1                     | Jumbo-Visma                        | هولندا                | 18 س 16 د 02 ث        |
| 2                     | SD Worx                            | هولندا                | + 7 ث                 |
| 3                     | Team DSM                           | ألمانيا               | + 14 ث                |
| 4                     | Liv Racing                         | هولندا                | + 20 ث                |
| 5                     | Trek-Segafredo                     | الولايات المتحدة      | + 45 ث                |
| 6                     | Canyon-SRAM Racing                 | ألمانيا               | + 49 ث                |
| 7                     | Movistar Women                     | إسبانيا               | + 1 د 06 ث            |
| 8                     | FDJ-Nouvelle Aquitaine-Futuroscope | فرنسا                 | + 1 د 56 ث            |
| 9                     | Ceratizit-WNT                      | ألمانيا               | + 3 د 11 ث            |
| 10                    | Parkhotel Valkenburg               | هولندا                | + 3 د 48 ث            |
| مصدر: ProCyclingStats |                                    |                       |                       |

## تصانيف فرعية

### تصنيف أفضل شاب
| تصنيف أفضل شاب        | تصنيف أفضل شاب      | تصنيف أفضل شاب  | تصنيف أفضل شاب                     | تصنيف أفضل شاب |
| العداء                | العداء              | البلد           | الفريق                             | الوقت          |
| --------------------- | ------------------- | --------------- | ---------------------------------- | -------------- |
| 1                     | Emma Norsgaard      | الدنمارك        | Movistar Women                     | 6 س 05 د 00 ث  |
| 2                     | Karlijn Swinkels ‏   | هولندا          | Jumbo-Visma                        | + 18 ث         |
| 3                     | جولييت لابوس        | فرنسا           | Team DSM                           | + 23 ث         |
| 4                     | صوفيا بيرتيزولو     | إيطاليا         | Liv Racing                         | + 26 ث         |
| 5                     | Niamh Fisher-Black ‏ | نيوزيلندا       | SD Worx                            | + 33 ث         |
| 6                     | Marie Le Net ‏       | فرنسا           | FDJ-Nouvelle Aquitaine-Futuroscope | + 34 ث         |
| 7                     | Mikayla Harvey ‏     | نيوزيلندا       | Canyon-SRAM Racing                 | + 36 ث         |
| 8                     | Anna Shackley ‏      | المملكة المتحدة | SD Worx                            | + 37 ث         |
| 9                     | شيرين فان أنروي     | هولندا          | Trek-Segafredo                     | + 44 ث         |
| 10                    | إليسا بالسامو       | إيطاليا         | Valcar Travel & Service            | + 48 ث         |
| مصدر: ProCyclingStats |                     |                 |                                    |                |

## وصلات خارجية
- الموقع الرسمي
- لمحة عن سباق جراند بريكس إلسي جاكوبس 2021 على موقع  ProCyclingStats   (برو  سايكلنج  ستاتس) - إحصاءات  محترفي  الدراجات.
- جراند بريكس إلسي جاكوبس 2021 على موقع إحصائيات الدراجات الإحترافية (الإنجليزية)